# 对耶和华见证人的批评
关于耶和华见证人的论战是指傳統的基督宗教與基督教非傳統教派耶和华见证人之間的矛盾。耶和华见证人的信仰與生活確實與傳統的基督宗教並不同，例如耶和华见证人不参与政治，从科学层面上反对普遍基督宗教官方承认的进化论等。而耶和华见证人对傳統习俗和其它宗教仪式的观点與現時傳統的基督宗教大相径庭，所以這论战一直是基督宗教界中不休的争论话题。对于耶和华见证人就《圣经》的解释，無論是教义、生活习惯和一些做法亦引起外界一些争议和质疑。
这个条目引出的是基督宗教與耶和华见证人之間普遍存在的主要争议，争论焦点主要是对《圣经》的翻译和阐述、对输血的态度、对其他宗教的成员和离开成员之态度等。

## 信條的差異
耶和華見證人的一些教義與傳統主流的基督宗教（指羅馬天主教、東正教和新教）不同，某些差異在教義上十分重要，有的則相對次要，比較如下：
| 傳統主流基督宗教*教義 | 對應的耶和華見證人教義                                                                                                  |
| 上帝的性質 | 上帝的性質 |
| --- | --- |
| 上帝以父、子和聖靈顯現，他們是三位一體，都是上帝。                                                                       | 只有父(耶和華)是上帝 (參看 一位論派)                                                                                    |
| 耶穌(子)是肉體的上帝，他在地上時既是全神也是全人。他是永恆的，與父同等。                                                 | 耶穌是上帝的兒子，不是上帝。                                                                                            |
| 聖靈是三位一體之一位格，是永恆的，與父及子同等                                                                           | 聖靈是上帝的動力。 |
| 耶穌 | |
| 耶穌是上帝兒子，是肉體的上帝。                                                                                           | 耶穌是上帝的兒子，是一個大能的神，但不是上帝。耶穌是被造的，是天使長米迦勒                                              |
| 耶穌被釘死在十字架上 | 耶穌死在苦刑柱上而非十字架                                                                                              |
| 耶穌重新獲得肉身 | 耶穌沒有獲得肉身，而是直接變成靈體。                                                                                    |
| 基督再臨將以肉體出現，而且還未發生                                                                                       | 基督已臨在，於1914年開始在天上作王                                                                                      |
| 死亡/靈魂 | |
| 靈魂是永恆，永在。 | 沒有靈魂，死後就不再存在，等待復活。                                                                                    |
| 人死後立即會去的境況有天堂或地獄，或羅馬天主教教義指的煉獄。                                                             | 人死後沒有不死靈魂，沒有地獄或者煉獄。只有144,000小群人能進入天上的王國和耶穌一同做王。其餘的大群人會在地上的樂園復活。 |
| 惡人會在地狱遭受永遠的折磨                                                                                               | 地獄不存在，那些犯了不可饒恕罪的人在「磯漢拿」(即永遠的毀滅)                                                            |
| 審判和拯救 | |
| 被復活的人會根據過去在地上的所作所為被審判。                                                                             | 被復活的人在未來長達1000年的時間裡接受教導，最終才被審判。                                                              |
| 所有復活的人將跟上帝一起在天上享有永生。                                                                                 | 只有144,000人會在天上跟基督一同作王統治大地。除了在磯漢拿死去的，其他所有死去的人(信徒和非信徒)將會在地上被復活得永生   |
| 必須相信耶穌基督才能得救，很多分支認為經過洗禮是一個必要的拯救手段。很多基督徒(特別是羅馬天主教)相信善舉也是非常重要的。 | 必須相信耶穌基督，並獻身給耶和華上帝，受浸成為耶和華見證人的一分子。                                                    |

*傳統主流基督教包括羅馬天主教,東正教和新教教會

## 《聖經》翻译
圣经新世界译本(NWT)为耶和华见证人從聖經原文希伯來文、阿拉米文、希臘文直接翻译的《圣经》，主張絕非來自任何聖經譯本。雖然圣经新世界译本的出版得少數學者賞識，但新世界譯本亦受基督教的护教者、希腊文和希伯来文法学者批评。其批评包括認為耶和华见证人改变《圣经》內容以适应教派的教义，翻译本也包含了一些错误和偏差。 

### 翻譯委員會
圣经新世界译本所有翻譯員均是匿名的，指翻译来自上帝不是来自人的见解。圣经新世界译本的前言中，出版者表示翻译員「自覺要對上帝負責，把他的思想和聖諭譯文盡力傳達確切無誤」。批评者則质疑指，这意味着翻译者的能力和可信度无法检测。耶和华见证人對這些批评提出異議，指新世界译本並非出版者的妄自推測而是有其依據的。

### 神學觀點
新世界译本採用直譯方式將《聖經》從原文的希伯來文、阿拉米文、希臘文翻譯為現代語言，務求使譯文不受派系傳統和俗世的哲學所影響。批评者則批评为「或者添加」和「或者选择翻译」圣经原文，以附和該教派的觀點。这些批评涉及到否定耶稣是上帝、否定灵魂不死和耶稣再临等主張。
其中最具争议的经文是《聖經·約翰福音》1:1的翻譯:（差异用粗体标注）

「太初有道、道與上帝同在、道就是上帝。」 (最普遍的中文翻译——和合本聖經—上帝版)

「在起初已有聖言，聖言與天主同在，聖言就是天主。」 (羅馬天主教教廷唯一認可法定的中文版本聖經——思高聖經）。

"In the beginning was the Word, and the Word was with God, and the Word was God."(最普遍的英語翻译——新国际版圣经和钦定版圣经)
「在最初就有話語，話語與上帝同在，話語是個神。」(新世界译本—中文版)

"In the beginning was the Word, and the Word was with God, and the Word was a god."(新世界译本—英語版)

兩者的差異在於希臘原文上的翻譯，上帝（the·os'）在同一節希臘原文中出現了2次。字詞第一次出現時，上帝（the·os'）前有定冠詞，特指某一位；字詞第二次出現時，卻沒有定冠詞。守望台圣经书社指后一个字詞翻译是按照原文的字面意思，因为希腊语描述的是「話語（道）是個神（有別於上帝）」，神只是像上帝那样的大能或者一个神（a god）。

有些学者承认「是个神」可能是过去字面上的翻译，
 
 尽管这不是他们喜欢看到的。
有些学者也认为字面上的翻译不体现人称，應决定耶稣的性质(类神的实质或本质) 。大多數的学者不同意此翻译，反對者

把新世界译本这节经文的翻译描述為“一个可怕的误译”、“畸形的”、“知性上不诚实的”、“完全站不住脚的”、“根据从基本的希腊语文法上完全无知的”。
新世界译本中其它引起翻译争议的經文还有路加福音23:43、约翰福音 8:58、使徒行传20:28、歌罗西书1:15-20、提多书2:13、希伯来书1:8和启示录3:14。另外，新世界译本中翻译希腊语proskuneo的經文也颇受争议。因在新世界译本將这个词语一般译为「崇拜」，当与耶稣有关的时候则会翻译成「下拜」。守望台书社曾在《Insight on the Scriptures》解释这一翻译原因，主要是表達敬意的習俗而非崇拜。

### 使用上帝名字「耶和華」
《希伯來語經卷》（即《舊約聖經》）中，上帝的四字神名在聖經原文共出現6,828次。圣经新世界译本在《希臘語經卷》（即《新约圣经》）中，使用「耶和华」為上帝名字共237次。而一般的聖經譯本所根据翻译的希腊语手稿新约譯本，并不包含「耶和华」这个名字。（新世界译本在旧约部分使用神名“耶和华”的次數，比现存的希伯来语手稿多出145次。）
耶和华见证人指「耶和华」这个名字早在原始的《希臘語經卷》中就存在並被正当使用，只是公元四世纪前后被替换為希腊语的“上帝”或“主”等頭銜。故《希臘語經卷》依據參考的好些希伯來語譯本，在新世界译本恢復使用此神名。

## 禁戒血
耶和华见证人拒绝接受全血和各种血液成分(红细胞、白细胞、血浆和血小板)。因为他们的信条表明血是神性的在上帝眼中代表生命。耶和华见证人理解圣经中利未记17:10-14的记载(说要禁戒血)包括禁止输血。 尽管争论不再激烈，但是批评者依然指出见证人对血的策略不完全一致。

### 血液成分
如果是血液的微量成分，每个人都要根据自己的良心选择是否接受。因为很难界定，到底到什么级别就不是血液了。当物质被分成很小，那它就可能不再认为是原来的物质了。因此耶和华见证人个人要对是否接受血液成分作出选择。
这些区分血液主要成分和次要成分而有把全血或者全部血液成分倒在地上的观点招致来自如耶和华见证人血液改革协会的组织批评。
根据作者Kerry Louderback-Wood所说,守望台所说的允许成分如果放到一块就是"完全的血液成分". 例如在血浆中，90-96%是水。剩余的部分主要是白蛋白，球蛋白纤维蛋白原和凝血因子。这四种成分允许使用，但是必须是经过分离的。批评者把这个比喻为，不准吃火腿和奶酪三明治但是允许分开吃面包、火腿和奶酪。
如果这样考虑，重要的是记住耶和华见证人不接受全血和血液的主要成分。如果一个成分，是“血液主要成分用来补充重要蛋白”或者"执行主要成分的关键功能" 就要拒绝接受。
人体中含有2－3公斤的白细胞，但是只有3%在血液里。白细胞被认为是血液的主要成分因此被禁止。人乳中每毫升包含50万－5百万的白细胞, 然而这并不被禁止。

### 保存和无偿献血
耶和华见证人完全拒绝存储血液，根据是圣经上说要将血倒到地上。根据这一理解，不能使用预先储存的自体血液应付急救。另一方面他们却接受来自血库的别人捐献的血液成分。8号因子是一种用于血友病的凝血因子制剂，是守望台圣经书社指导允许使用的。批评人士指出，维持一名患者一生平均用量所需的制剂需要从10万升捐献血液中提取。
同样情况，耶和华见证人接受来自捐献血液的成分却不遵守圣经禁戒血的观点。这就导致批评者找到他们自相矛盾的政策。

### 法律责任的考虑
不管医学方面的考虑，耶和华见证人建议医生要尊重患者选择哪一种疗法的权利（如果见证人选了了血液疗法，他就会收到来自宗教的制裁）。 因此, 美国法庭往往不倾向追究医师的责任，如果患者自己的请求导致副作用的话。然而，无论在什么情况下，医师的观点不能超越患者的宗教愿望(例如，参看法国)。
这个问题有很大争议，特别是未成年的儿童。在美国很多医生在面对儿童患者时，都要在征得监护人同意的前提下试着研究和探索使用无血替代疗法。然而，某些州法律要求医师如果专业观点认为有必要，可以使用基于血的疗法防止直接死亡或者严重永久性伤害 。
一篇题目为《耶和华见证人, 输血，和误传的民事侵权》的短讯在贝勒大学的《Journal of Church and State》2005年12月13日出版的秋季刊刊出，讨论可能带来的风险，这个风险指耶和华见证人由于信仰原因，由于误传输血的医疗风险的所签署的合法声明，所引出的高额赔偿。 由于这个短文,引出了关于信仰自由原因要自行承担责任这一事实。

### 动物血
守望台也声称“不同的医疗产品采集自不同的药源，或者动物或者人……这些商品化的……血对遵守上帝律法的真基督徒是强大的试练。我们的造物主认为血是神圣的，代表上帝给与的生命……它一旦离开生物身体就要倒在地上，掩埋掉。” 尽管这么说，用于贫血的血液替代疗法所使用的牛血红蛋白化学稳定剂却是被一些见证人接受的。

## 对其它宗教的看法
据说“常年以来耶和华见证人最受争议地一点就是他们直言不讳地谴责其它宗教、宗教领袖和神职人员。”在1930-40年代，耶和华见证人的出版物被描述为“声名狼藉的反天主教”书籍, 诸如一张图画把天主教描写成老妓女醉薰薰的摇晃着步入火和硫磺里。见证人这段时间公开地攻击那些被认为在战争中努力与政府合作的教会和神职人员。大多数富有攻击性地小册子就在这个时候诞生。  
守望台圣经书社1938年出版的名为《Enemies》的书包含了更多直接的谴责，矛头不管指向天主教、新教和犹太教。它把天主教会描述为一个“淫婦”，有「血的记录… 很多罪行… 丑恶的历史」。这本书还引用说：

Today the so-called 'Protestants' and the Yiddish clergy openly co-operate with and play into the hands of the Roman Catholic Hierarchy like foolish simpletonsand thereby aid the Hierarchy to carry on her commercial, religious traffic and increase her revenue… the hierarchy takes the lead, and the simpletons follow… poor simpletons.
二战後，耶和华见证人的出版物没有再像過往那样攻击其他教会，但仍把所有耶和华见证人以外的宗教归到“大巴比伦， 所有错误宗教的王”，把這些宗教描绘成《启示录》17章所记载骑着野兽上的淫婦。耶和华见证人继续谴责其它宗教，并拒绝與跟其他教会有任何关系。其出版物依旧是充满了天主教宗教和民权联盟认为的反天主教论调。例如被《1998 Report on Anti-Catholicism》引用的在一个出版物中描述一个人在圣母马利亚像前跪下祷告，其标题是「一些偶像崇拜。上帝说你崇拜时，不能使用偶像...」

## 守望台社的声明
批评者視守望台社出版物內的聲稱為抨擊目標，抨擊特别来自那些主流基督宗教和前耶和华见证人。这些批评主要集中在教义争论，教义的改变和没有應验的预言。下面列表是一些关于争议的资料，在很多书籍
和很多网页中可以找到。

### 没有應验的预言
守望台社的出版物曾刊載而没有應验的预言如下:
- 1907年: 哈米吉多顿在1914年到来。[71]
- 1917年:1918年上帝会大规模摧毁教会和數以百万计的教会成员[72]
- 1922-1923年: 复活将在1925年发生。[73]为了1925年的大日子，守望台社已在加利福尼亚获得了一块物業，在其上要盖一座大厦。这些房子會留给一些在1925年复活的人居住，诸如亚伯拉罕, 摩西, 大卫和撒母耳。
- 1938年: 1938年，哈米吉多顿与婚姻和养育儿童紧密相关。[74]
- 1941年: 离哈米吉多顿只有短短数月[75]
- 1969年: 人类的历史不足以让这一代年轻人变老，世界将会在“未来几年”结束。因此，年轻的见证人受鼓勵不用接受高等教育。[76]
- 1969年: 基督的千年统治开始于1975年。[77]
- 1984: 有“很多迹象”表明，末日在20世纪末“临近”。[78]

一些基督教护教论者批评守望台社预言未来，就像一个“先知”，
 
守望台社的出版物經常引用守望台社來代指這組織是「先知」。

守望台社被指责发布关于未来的错误预言，声明这些人已经由于"错误的预言而有负罪感".
基督教护教者指守望台社并不代表上帝，並引據《聖經·申命记》18:22:「若有先知擅敢託我的名說我所未曾吩咐他說的話，或是奉別神的名說話，那先知就必治死。」(圣经和合本)
1908年前守望台社声称「我们并未预言，而是仅仅给主我们的猜测....我们甚至没有“断言”，在我们时间的计算没有错误。我们只是把这些摆在你面前，让每一个人检验他的自己相信还是怀疑这些。」他们也说明，他们没有预言的天赋。 之后针对“错误预言”解释并未得到先知的灵感，這些预言从来没有以上帝的名义發出，而只是作为对《圣经》的阐述。

### 教义的改变
| 耶和华见证人末世论修改史 |          |          |          |                |          |                                |
|                          | 末日开始 | 基督归来 | 基督作王 | 受膏基督徒复活 | 审判宗教 | 大災難                         |
| 1879-1920                | 1799年   | 1874年   | 1878年   | 1878年         | 1878年   | 1914年, 1915年, 1918年, 1920年 |
| 1920-1925年              | 1799年   | 1874年   | 1878年   | 1878年         | 1878年   | 1925年                         |
| 1925-1927年              | 1799年   | 1874年   | 1914年   | 1878年         | 1878年   | 1914年发生                     |
| 1927-1930年              | 1799年   | 1874年   | 1914年   | 1914年         | 1878年   | 1914年发生                     |
| 1930-1933年              | 1799年   | 1874年   | 1914年   | 1914年         | 1919年   | 1914年发生                     |
| 1933-1966年              | 1914年   | 1914年   | 1914年   | 1914年         | 1919年   | 1914年发生                     |
| 1966-1975年              | 1914年   | 1914年   | 1914年   | 1914年         | 1919年   | 1975年                         |
| 1975-1995年              | 1914年   | 1914年   | 1914年   | 1914年         | 1919年   | 1914年发生                     |
| 1995年-2025              | 1914年   | 1914年   | 1914年   | 1914年         | 1919年   | 临近                           |

守望台社从开始已数次修改對末世论教义。关于这个问题的论战，守望台社回應:
- 人只能通过耶和华见证人的组织才能完全地正确的理解《圣经》和上帝的旨意。[87]
- 见证人鼓励“統一性”[88]，特别是对圣经的理解,”[89] 即使對教导猜疑，但是仍愿相信其出版物。[90]

关于世界末日的预言，守望台社曾修改了好多次。最主要有日期如哈米吉多顿、人类世界的末日、基督再临(参看右表)。 例如，1914年前，他们曾声称哈米吉多顿在1914年终止。1915年同一本书说哈米吉多顿在那一年结束。現今的耶和华见证人，仍热切期待哈米吉多顿迫切来临。
对《圣经》的其它解释也被批评者记录下来，这包括对《圣经》本身 圣经中人物的解释 人死后能得到第二次机会么？还有争议最多的关于输血。守望台社对于诸如疫苗接种或者高等教育的解释，亦随着时间過去而有所改变。

### 自我声明
很多针对守望台社(或者大部分耶和华见证人)的批评，除预言外还在于其出版物所“制造的”自我称谓。批评质疑守望台社称谓的可信性，如：
- 守望台社是上帝使用的“唯一渠道”不断传扬真理[97]
- 守望台社是由“耶和华直接引导”，“在耶稣基督的管理下”[98] 、“在地上唯一直接由上帝的圣灵和大能引导”[99]的組織等。

但守望臺官方解釋稱，根據《聖經》可以判定在如今各色各樣的宗教當中，只有一種才是正確的宗教。（以弗所書4:5,13）要看出那個宗教才是正確的宗教，可以看這個宗教是否真正按照《聖經》的教導去做，如：奉命使人成為基督的門徒，即不斷地向人傳講真理。（馬太福音28:19,使徒行傳8:12；14:21）也可以憑藉信徒所傑出的“果實”認出真偽。（馬太福音7:19,20 路加福音6:43,44；約翰福音15:8）還有就是真正宗教的信徒彼此相愛，團結一致。（約翰福音13:35，哥林多前書1:10，約翰一書4:20）而符合這些條件的只有耶和華見證人。

## 家庭完整性和思想自由
有些耶和华见证人的批评者 (如Randall Watters, Timothy Campbell, David Grosshoeme, Kaynor Weishaupt, Jan Groenveld, etc.) 用见证人的观点指其政策和行为，压制了家庭关系的完整性和自由思想的能力。
其他人认为部分反邪教運動（Anti-Cult Movement）成员通过强制反思想侵蚀和歧视，侵犯了耶和华见证人的信仰自由。
耶和華見證人宣稱對維繫家庭的團結和諧極為重視，在不少刊物中經常強調在家庭裡實踐愛心和尊重的重要，例如《家庭幸福的秘訣》、《警醒》2009年10月刊。

## 关于被开除的成员
如果耶和华见证人犯严重错误而不悔改，他们就会被判决开除。所有会中成员都要回避这些人，如果被開除者是需要自己照顧的家人（如年長的父母、未成年的子女等）就要避免和該人在靈性上有任何的接觸，即避免和該人一起參與和耶和華見證人信仰有關的活動，如家庭崇拜（這指的是家人一起研習《聖經》以及相關的書籍的時間），除非該人被會眾重新接納為成員。但偶爾可以和該人（如果對方想的話）單獨討論《聖經》。由于这一信仰的社会性质，被开除的人可能会立即失去大部分朋友，被强有力同群体隔离。
1981年之前，如果一个成员离开但是并没有被开除，其他人不必回避而且也可以继续保持联系。1981年之后，脱离会众的人被看作和犯嚴重的罪被开除的人一样。新的策略意味着会众成员不会被告知某前成員被開除的具體原因，這也是出於保護隱私的考慮。这一政策由前长老团成员雷蒙德·弗朗茨促成.
有人批评，由于害怕被隔离或者家庭破裂导致很多人不敢自由的离开这个宗教。但實際上，耶和華見證人的信條並不禁止成員和教外的人來往，只是告誡成員要提防那些不遵守《聖經》標準的人的不良的思想，至於到底結交與否全憑成員自己的決定。很多被開除的人也的確有很多教外的朋友，因而他們很可能是因為受到與《聖經》相違背的思想的影響從而犯了《聖經》所說的罪因而被開除。耶和華見證人也解釋道這樣做是為了會眾在屬靈方面的安全和健康著想。
耶和华见证人没有准备与自愿离开的人继续保持联系。唯一的離開會眾的方法就是要写一封信，表明希望离开会众或者被开除，但是二者要承受一样的對待。

可以被随意的使用，如果少数人利用威信获得大多数人的同意就可以处罚一个人。

## 組織紀律

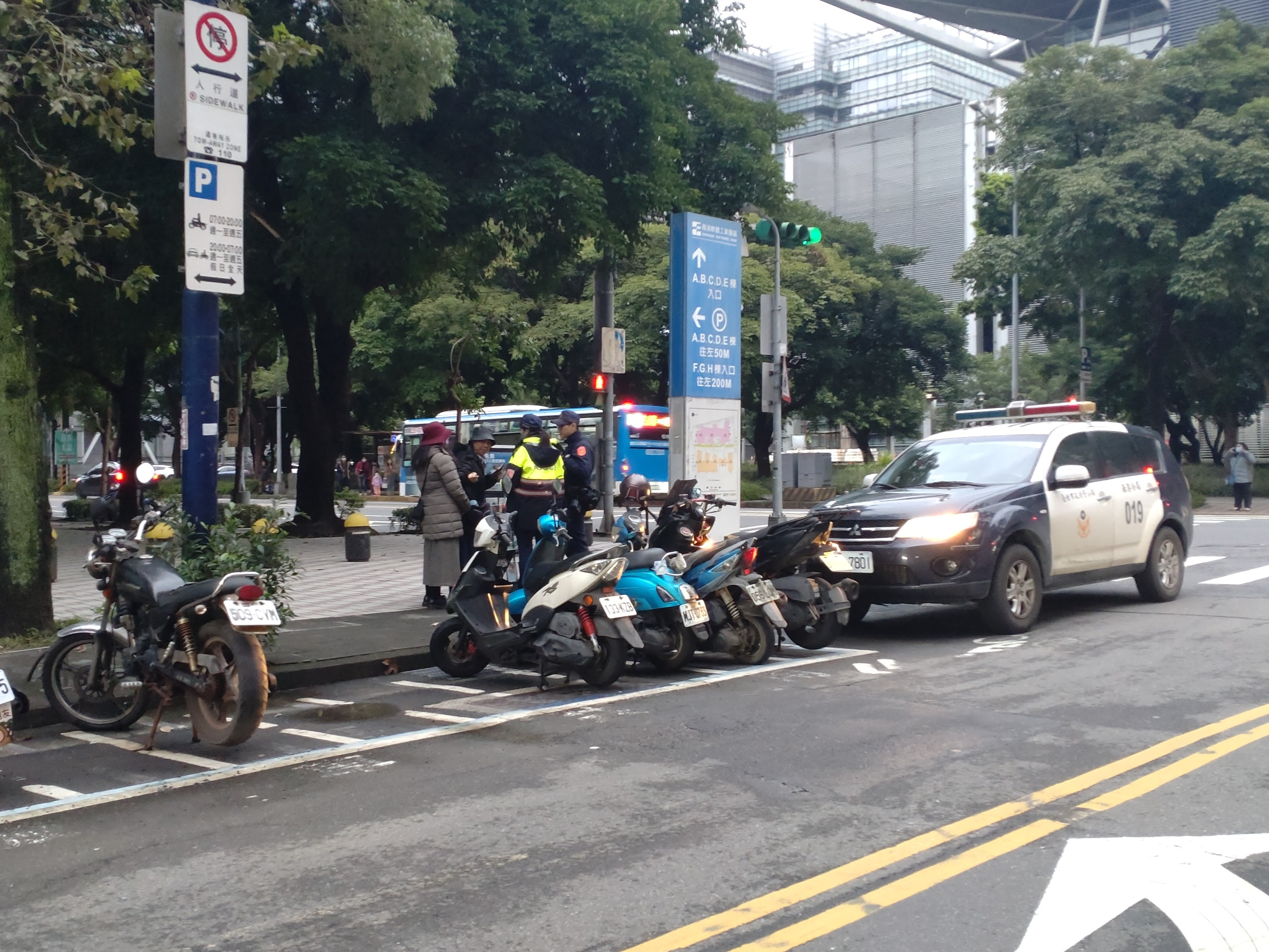
耶和華見證人藉由傳道員在外發放宣傳品招募新成員，然而此舉有可能違反當地法令。图为台湾台北市警察正在取缔违规的耶和华见证人摊位

部分批评者指控如果发生性虐待等事件的话，耶和华见证人的组织纪律可能会使犯罪者得到包庇。因为如果虐待报告被证实，如果身体上没有被虐待的证据的话，需要有两个以上的证人或者被告承认其犯罪。因此批评者怀疑因为同为信徒，可能即使有人知道实情也不愿站出来说话，以免使得组织介于尴尬的境地。
官方辯稱：一旦发现或接到举报有淫乱，通奸等类似的严重违反《圣经》原则的情况或行为（当然若是涉及到强奸等罪的话同时也违反了所在国或地区的相关法律），会众内部会成立司法委员会对这些问题进行调查。一旦核实，当事人会立即被开除，并在会众当中宣布。守望台官方也曾多次在其出版的杂志和书刊（都为非卖品）上印有鼓励其成员若是发现其他成员有严重的违反《圣经》原则的生活习惯（但并未触犯所在国或地区的法律。如在双方都自愿的情况下发生的婚前性行为等等，这在大多数国家都不违法但却與《圣经》的道德原则不符）或虽不严重但多次被劝诫仍不愿意改正的情况报告给长老的文章。并说明长老会进行进一步督导，若是对方仍不愿做出改正则要被会众开除。
耶和华见证人保护儿童的官方政策谈及报告儿童性虐待程序时说，长老要遵守报告性犯罪者的所有合法需求，包括报告法律所需的未经证实的或者没有确切证据的主张来惩罚恋童癖者。还有着重强调受害人通告当局的权利，如果他们愿意这样做的话。一个 名叫Religious Tolerance.org的网站 （页面存档备份，存于）关于儿童性虐待案件的文章指出，"守望台社建议受害人的父母或者监护人 — 甚至被告人自己— 向警察报案。"

## 利用互联网
守望台教导信徒小心使用互联网，提防“有害”的信息。这些信息包括突破道德底线的色情資訊，还有包含危险的“变节者”的引诱。
2000年一期守望台发文指出「某些变节的人經常利用互联网传播关于耶和华见证人的错误信息。因此，如果一个真诚的人去研究我们的信条，就可能接触到这些变节者的宣传。完全避免接触这些观点就能保护我们不受错误想法影響。」 见证人認為存在的有害信息，反对者卻認為信息完全正确。见证人視為“变节者的宣传”，反对者就認為只是另一种观点，可以更加全面的看清问题。见证人通过如《圣经·约翰二书》8-11节的教导应用于这些变节的人，信徒必须留神永远不要接受这些人的任何教诲。
批评者声称这反互联网警告是一个「环境控制」的手段。，通过这手段来控制群体的成员接受与群体有关的负面信息。 耶和华见证人回应这一批评指，各个图书馆分馆有上万的见证人和访客，这里亦有各种反对耶和华见证人的书籍。

## 联合国
耶和华见证人很早就认为联合国是《聖經·启示录》13:1-18里面的那个“野兽形象” 和《聖經·马太福音》24:15提到的“那使地荒芜的可憎之物”。

 
耶和华见证人的教条清楚表明the need to be wary of forming voluntary attachments to organizations that have objectives contrary to the Bible.
但《英國衛報》在2001年10月8日发表文章质问守望台圣经书社註册为联合国下属的非政府组织联合国新闻部的成员，並指守望台社伪善。 實際上，聯合國新聞部官方网页已声明：「请注意非政府組織和其下属的联合国新闻部并未合并入联合国系统，也没有授予有关组织或他们的成员认可特权和面和特殊身份。」
几天后，守望台圣经书社提交了一个形式上的请求，断绝一切跟联合国的「来往」，并發一封信給《英國衛報》回應成为非政府组织聯合國新聞部(UNDPI-NGO)成员之主要目的是为访问图书馆资源，在条文中也没有体现从属关系。

## 支付出版物的营业税
1990年1月17日美国最高法院裁决，宗教出版物不能免税。接下来几个月，守望台社发出一封给全部会众的信说明其出版物将不再收费，出版费用将完全依赖捐款。这耶和华的会众就能大大简化工作，也能与商业化的宗教区分开来。守望台社對并未提及最高法院的裁决，在1990年5月的一出版物交待「反对的声音将会越来越大」，大部分人要“毫无妨碍的关注”全球的传道工作。

### 赞同观点
- 耶和华见证人回应儿童性虐待，自官方站点(视频)
- 耶和华见证人保护儿童官方站点
- 为新世界译本圣经辩护 （页面存档备份，存于）
- 关于Erica Rodriguez的诉讼案 （页面存档备份，存于）
- NoBlood.org  一个论坛，研究讨论和报告最新的保存血液的技术和替代输血方法。 （页面存档备份，存于）

### 反对观点
- Robinson, B.A. (2003), "耶和华见证人和儿童性虐待" （页面存档备份，存于）.
- 历史唯心主义和耶和华见证人 （页面存档备份，存于） - 文档显示耶和华见证人的历史年代表和守望台社的假想历史
- 护教学索引 （页面存档备份，存于） - 从主流基督教观点评论耶和华见证人
- 与耶和华见证人与血液相关的改革 （页面存档备份，存于） - 一个站点促进守望台社改变关于血的教条.收入很多守望台社的资源文档和参考文献。
- 耶和华见证人曝光 -Blue Letter Bible. 检查守望台社的主张。包括对每个论点的分析。